# もちしお (潜水艦・初代)
もちしお（ローマ字：JS Mochishio, SS-574、ATSS-8007）は、海上自衛隊の潜水艦。ゆうしお型潜水艦の2番艦。艦名は満月時の満ち潮の呼び名である望潮から由来する。

## 艦歴
「もちしお」は、昭和52年度計画2,200トン型潜水艦8089号艦として、川崎重工業神戸工場で1978年5月9日に起工され、1980年3月12日に進水、1981年3月5日に就役し、同日付けで第1潜水隊群隷下に新編された第1潜水隊に「ゆうしお」とともに編入され、呉に配備された。
1986年4月9日、魚雷発射管からハープーン USMが発射可能となる特別改造工事が完工、これにより基準排水量が約50トン増加する。同年8月19日から11月21日までの間、ハワイ派遣訓練に参加。
1990年4月から護衛艦「はるな」（DDH-141）等とともにハワイ､サンディエゴ方面に派遣され、4月26日から6月2日にかけて環太平洋合同演習（RIMPAC'90）に参加。なお、1992年にも環太平洋合同演習（RIMPAC'92）に参加している。
1997年7月から三菱重工業神戸造船所で特務潜水艦への改造工事が着手され、魚雷の撤去と実習員講堂の設置が行われた。同年8月1日、特務潜水艦に種別変更され、艦籍番号がATSS-8007に変更、第1潜水隊群直轄艦となる。
2000年3月10日、除籍。除籍までの総航程は274,951.9海里、潜航時数は31,572時間06分、潜航回数は1,439回、スノーケル時数は7,543時間27分であった。